# أماتوري كاتانيا
أماتوري كاتانيا (بالإيطالية: Amatori Catania)‏ هو فريق اتحاد رجبي إيطالي لعب في بطولة سوبر 10. يقع النادي في كاتانيا، وهم فريق اتحاد الرجبي المحترف الوحيد في صقلية. تأسس النادي في عام 1963 ويلعب في ملعب سانتا ماريا غوريتي.
1. ↑   https://www.informazione-aziende.it/Azienda_AMATORI-RUGBY-CATANIA-SOCIETA-SPORTIVA-DILETTANTISTICA-A-RESPONSABILITA-LIMITATA. {{استشهاد ويب}}: |url= بحاجة لعنوان (مساعدة) والوسيط |title= غير موجود أو فارغ (من ويكي بيانات) (مساعدة)
2. 1 2   http://archiviostorico.gazzetta.it//2004/settembre/21/Catania_una_citta_riscopre_meta_ga_10_0409217497.shtml. {{استشهاد ويب}}: |url= بحاجة لعنوان (مساعدة) والوسيط |title= غير موجود أو فارغ (من ويكي بيانات) (مساعدة)